# プラザ

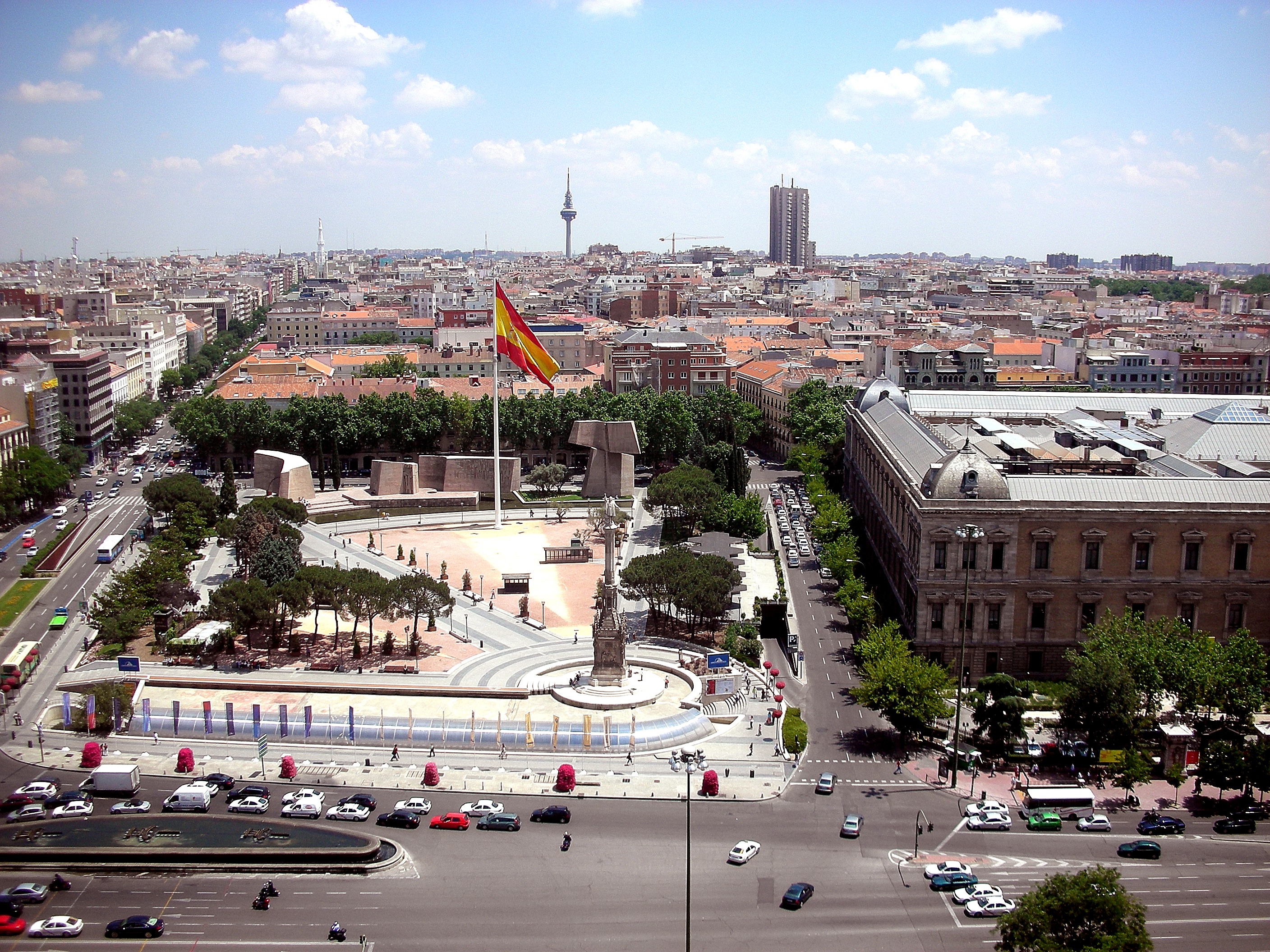
コロンブス広場

プラザ (plaza) は、スペイン語で、都市にある公共の広場を意味する。
ただし、スペイン語の発音はプラサに近い（['plaθa] / ['plasa]）。日本語の「プラザ」は英語の発音['plæzə]から。
ラテン語の platea（プラテア、大通り）が語源で、英語の place（プレイス、場所）と同音である。イタリア語では piazza（ピアッツァ）。

## 代表的なプラザ

### スペイン語圏
- ベネズエラ広場 （ ベネズエラ カラカス）
- ボリバル広場 （ ベネズエラ カラカス）
- スペイン広場 （ スペイン マドリード）
- スペイン広場 （ スペイン セビリア）
- マヨール広場 （ スペイン マドリード）

### その他の国
- アステールプラザ（ 日本 広島）
- プラザ（ 日本 浦安 東京ディズニーランド）（後述）
- ラゾーナ川崎プラザ（ 日本、神奈川県川崎市）
- 丸の内マイプラザ（ 日本、東京都千代田区丸の内）
- ビーコンプラザ（ 日本、大分県別府市山の手町）
- アル・プラザ（ 日本）
- フォックス・プラザ（ 日本）
- クッキープラザ（ 日本、埼玉県久喜市久喜中央）
- OAK plaza（ 日本、東京都練馬区東大泉）
- ショッパーズプラザ（ 日本）
- ショッパーズプラザ新浦安（ 日本、千葉県浦安市入船）
- ディズニーシー・プラザ（ 日本、千葉県浦安市)
- フェスティバルプラザ（ 日本、大阪府大阪市北区）
- ザ・北浜プラザ（ 日本、大阪府大阪市中央区）
- プラザ（ 日本 浦安 東京ディズニーランド）（後述）
- ディズニーシー・プラザ（ 日本)
- ウェルズ・ファーゴ・プラザ（ アメリカ合衆国 ヒューストン）
- ガーデン・ステート・プラザ（ アメリカ合衆国 パラマス）
- 10ユニバーサル・シティ・プラザ（ アメリカ合衆国 ユニバーサルシティ）
- トゥー・プルーデンシャル・プラザ（ アメリカ合衆国 シカゴ）
- フォックス・プラザ（ アメリカ合衆国 ロサンゼルス）
- ウェルズ・ファーゴ・プラザ（ アメリカ合衆国 ヒューストン）
- ガーデン・ステート・プラザ（ アメリカ合衆国 パラマス）
- バンク・オブ・アメリカ・プラザ（米国）
- フリーダム・プラザ（米国 ワシントンD.C. (Freedom Plaza)
- クイーンズ・プラザ（米国 ロングアイランドシティクイーンズ (Queens Plaza)
- ズコッティ公園「リバティプラザ公園」（米国 ニューヨーク市ロウアーマンハッタン　 (Liberty Plaza Park) )
- ワン・リバティ・プラザ（米国 ニューヨーク市ロウアーマンハッタン　 (One Liberty Plaza)

- コメルシオ広場（ポルトガル リスボン）
- ロシオ広場（ポルトガルリスボン）
- フェラーリ・プラザ（イタリア ジェノヴァ (Piazza de Ferrari)
- ポツダム広場（ドイツ ベルリン）
- プラーク・グルンバルツキ（ポーランド ヴロツワフ  (Plac Grunwaldzki)
- ハビブ銀行プラザ（パキスタン カラチ (Habib Bank Plaza)
- プラザ・ミランダ（フィリピン マニラ (Plaza Miranda) ,
- プラザ・デ・ローマ（フィリピン マニラ (Plaza de Roma)
- リベルタード（フィリピン イロイロ (Plaza Libertad)
- 三権プラザ（ブラジル ブラジリア (Praça dos Três Poderes)
- UOBプラザ（ シンガポール）
- リパブリックプラザ（ シンガポール）
- セントラルプラザ（ 香港）
- マニュライフプラザ（ 香港）
- CITICプラザ（中信広場、中国語: 中信广场）（ 中国 広州）
- ワンダ・プラザ（ 中国）
- リパブリックプラザ（ 中国）
- パンティップ・プラザ（タイ王国|バンコク）
- ナナ・プラザ（ タイ バンコク）
- パンティップ・プラザ（タイ王国 バンコク
- Plac Zamkowy（ポーランド ワルシャワ (Plac Zamkowy)
- Plac Defilad（ポーランド ワルシャワ (Plac Defilad)
- コンコルド広場（プレイス・デ・ラ・コンコルド（Place de la Concorde）（フランス パリ (Place de la Concorde)
- プレイスピガール（フランス パリ (Place Pigalle)
- グランドプレイス（ベルギー ブリュッセル (Grand Place)
- キアポ（フィリピン マニラ (Quiapo)
- イントラムロス（フィリピン マニラ (Intramuros)
- イロイロシティー（フィリピン イロイロ (Iloilo City)
- モニュメントサークル（米国 インディアナポリス (Monument Circle)
- プレイスジャック・カルティエ（カナダ モントリオール  (Place Jacques-Cartier)

#### ベルリンのプラザ
- アーボインプラッツ （ ドイツ ・ベルリン  (de)
- アンドレアスプラッツ （ ドイツ ・ベルリン  (de)
- アスカーニ・プラッツ （ ドイツ ・ベルリン  (de)
- アデナウアープラッツ （ ドイツ ・ベルリン  (de)
- アリスハート・プラッツ （ ドイツ ・ベルリン  (de)
- アレクサンダープラッツ （ ドイツ ・ベルリン  (de)
- アントン・ゼフコウプラッツ （ ドイツ ・ベルリン  (de)
- アントンプラッツ （ ドイツ ・ベルリン  (de)
- アルコナプラッツ （ ドイツ ・ベルリン  (de)
- Arnswalderプラッツ （ ドイツ ・ベルリン  (de)
- バルニムプラッツ （ ドイツ ・ベルリン  (de)
- ベルサリンプラッツ （ ドイツ ・ベルリン  (de)
- ボックスハーグネルプラッツ （ ドイツ ・ベルリン  (de)
- ブレイテンバッハプラッツ （ ドイツ ・ベルリン  (de)
- ブライトシャイトプラッツ （ ドイツ ・ベルリン  (de)
- ブリクプラッツ （ ドイツ ・ベルリン  (de)
- シャミッソープラッツ （ ドイツ ・ベルリン  (de)
- ドンホフプラッツ （ ドイツ ・ベルリン  (de)
- ドロテア・シュレーゲル・プラッツ （ ドイツ ・ベルリン  (de)
- エルステルヴェルダエルプラッツ （ ドイツ ・ベルリン  (de)
- ファサネンプラッツ （ ドイツ ・ベルリン  (de)
- Fehrbellinerプラッツ （ ドイツ ・ベルリン  (de)
- ホルケンベックプラッツ （ ドイツ ・ベルリン  (de)
- エリップラッツ （ ドイツ ・ベルリン  (de)
- エルンスト・ロイタープラッツ （ ドイツ ・ベルリン  (de)
- エレーヌワイゲルプラッツ （ ドイツ ・ベルリン  (de)
- オロフ・パルメプラッツ （ ドイツ ・ベルリン  (de)
- カイザー・ヴィルヘルムプラッツ（ベルリン・シェーネベルク） （ ドイツ ・ベルリン  (de)
- カイザーオーク （ ドイツ ・ベルリン  (de)
- キングスゲート （ ドイツ ・ベルリン  (de)
- グランドプリンス・プラッツ （ ドイツ ・ベルリン  (de)
- クルト・シューマッハ- プラッツ （ ドイツ ・ベルリン  (de)
- グレイザー・プラッツ （ ドイツ ・ベルリン  (de)
- グロベル・スタアン （ ドイツ ・ベルリン  (de)
- ハルデンベルグプラッツ （ ドイツ ・ベルリン  (de)
- ハウスフォグテイプラッツ （ ドイツ ・ベルリン  (de)
- ハインリッヒプラッツ （ ドイツ ・ベルリン  (de)
- インスブルック・プラッツ （ ドイツ ・ベルリン  (de)
- コルヴィッツ・プラッツ  （ ドイツ ・ベルリン  (de)
- カロリンゲルプラッツ （ ドイツ ・ベルリン  (de)
- ケンペルプラッツ （ ドイツ ・ベルリン  (de)
- クラウセネルプラッツ （ ドイツ ・ベルリン  (de)
- コッペンプラッツ （ ドイツ ・ベルリン  (de)
- コトブッセルトーア （ ドイツ ・ベルリン  (de)
- レオポルドプラッツ （ ドイツ ・ベルリン  (de)
- ロオペルプラッツ （ ドイツ ・ベルリン  (de)
- ルイセンプラッツ （ ドイツ ・ベルリン  (de)
- ルサティアンプラッツ （ ドイツ ・ベルリン  (de)
- マルイアンネンプラッツ （ ドイツ ・ベルリン  (de)
- メイリング・プラッツ （ ドイツ ・ベルリン  (de)
- ミエレンドルフプラッツ （ ドイツ ・ベルリン  (de)
- ミルバッハプラッツ （ ドイツ ・ベルリン  (de)
- モルケンマルクト （ ドイツ ・ベルリン  (de)
- フォーラム・フリデリチヌアム （ ドイツ ・ベルリン  (de)
- ヒンデミット・プラッツ （ ドイツ ・ベルリン  (de)
- ハッケンシャーマルクト （ ドイツ ・ベルリン  (de)
- ニューマーケット （ ドイツ ・ベルリン  (de)
- ノレンドルフプラッツ （ ドイツ ・ベルリン  (de)
- パリプラッツ（Pariser プラッツ） （ ドイツ ・ベルリン  (de)
- ハンザプラッツ （ ドイツ ・ベルリン  (de)
- ハンネ・ソベックプラッツ （ ドイツ ・ベルリン  (de)
- ピーターズバーグプラッツ（ ドイツ ・ベルリン  (de)
- ピストリウスプラッツ （ ドイツ ・ベルリン  (de)
- スピッテルマルクト （ ドイツ ・ベルリン  (de)
- ルッツォウプラッツ（ ドイツ ・ベルリン  (de)
- プレゲル・プラッツ （ ドイツ ・ベルリン  (de)
- フランクフンテルTor （ ドイツ ・ベルリン  (de)
- フリードリヒ・ヴィルヘルムプラッツ （ ドイツ ・ベルリン  (de)
- フレイアプラッツ （ ドイツ ・ベルリン  (de)
- ブレスラウプラッツ （ ドイツ ・ベルリン  (de)
- プレンツ・ラウアーベルク （ ドイツ ・ベルリン  (de)
- ブンデスプラッツ （ ドイツ ・ベルリン  (de)
- ベーベルプラッツ （ ドイツ ・ベルリン  (de)
- ベツレヘム教会プラッツ （ ドイツ ・ベルリン  (de)
- ヘルマン・プラッツ （ ドイツ ・ベルリン  (de)
- ヘルムホルツ・プラッツ （ ドイツ ・ベルリン  (de)
- ポツダムプラッツ （ ドイツ ・ベルリン  (de)
- マクデブルクプラッツ （ ドイツ ・ベルリン  (de)
- マチルドヤコブ・プラッツ （ ドイツ ・ベルリン  (de)
- マルクス・エンゲルス・フォーラム （ ドイツ ・ベルリン  (de)
- ヤコブカイザープラッツ （ ドイツ ・ベルリン  (de)
- ヨーロッパプラッツ （ ドイツ ・ベルリン  (de)
- ライプツィヒプラッツ （ ドイツ ・ベルリン  (de)
- ラストガーテン （ ドイツ ・ベルリン  (de)
- リチャード・プラッツ （ ドイツ ・ベルリン  (de)
- リヒャルト・ワーグナー・プラッツ （ ドイツ ・ベルリン  (de)
- ルドルフプラッツ （ ドイツ ・ベルリン  (de)
- レニネイル・プラツ （ ドイツ ・ベルリン  (de)
- ローザ・ルクセンブルク・プラッツ （ ドイツ ・ベルリン  (de)
- ローゼンターラープラッツ （ ドイツ ・ベルリン  (de)
- ワシントンスクエア （ ドイツ ・ベルリン  (de)
- 共和国プラッツ （ ドイツ ・ベルリン  (de)
- ルフトブルッケ・プラッツ （ ドイツ ・ベルリン  (de)
- 国連プラッツ （ ドイツ ・ベルリン  (de)
- 城プラッツ （ ドイツ ・ベルリン  (de)
- 3月18日プラッツ （ ドイツ ・ベルリン  (de)
- テオドル-Heuss-プラッツ （ ドイツ ・ベルリン  (de)
- ペキンガー・プラッツ （ ドイツ ・ベルリン  (de)
- ネテベックプラッツ （ ドイツ ・ベルリン  (de)
- NeustadtischerKirchプラッツ （ ドイツ ・ベルリン  (de)
- ニコルスブルゲルプラッツ （ ドイツ ・ベルリン  (de)
- ノルドネルプラッツ （ ドイツ ・ベルリン  (de)
- ヌルンベルゲルプラッツ （ ドイツ ・ベルリン  (de)
- オリファエルプラッツ （ ドイツ ・ベルリン  (de)
- オラニエンプラッツ （ ドイツ ・ベルリン  (de)
- パセダグプラッツ （ ドイツ ・ベルリン  (de)
- ペレルスプラッツ （ ドイツ ・ベルリン  (de)
- ペトリプラッツ （ ドイツ ・ベルリン  (de)
- ラッセナウプラッツ （ ドイツ ・ベルリン  (de)
- レデリウスプラッツ （ ドイツ ・ベルリン  (de)
- サヴィニー・プラッツ  （ ドイツ ・ベルリン  (de)
- サンモリッツプラッツ （ ドイツ ・ベルリン  (de)
- ジャンダルメンマルクト （ ドイツ ・ベルリン  (de)
- シュツットガルタープラッツ （ ドイツ ・ベルリン  (de)
- シュライデン・プラッツ （ ドイツ ・ベルリン  (de)
- テンペルホーフ （ ドイツ ・ベルリン  (de)
- トイトブルクプラッツ （ ドイツ ・ベルリン  (de)
- ルデシェイメルプラッツ （ ドイツ ・ベルリン  (de)
- Schinkelプラッツ （ ドイツ ・ベルリン  (de)
- シュモリエルプラッツ （ ドイツ ・ベルリン  (de)
- シェネフェルデルプラッツ （ ドイツ ・ベルリン  (de)
- シュプリーヴァイドプラッツ （ ドイツ ・ベルリン  (de)
- シュタインプラッツ （ ドイツ ・ベルリン  (de)
- シュトラウワプラッツ （ ドイツ ・ベルリン  (de)
- シュトラウスベルゲルプラッツ （ ドイツ ・ベルリン  (de)
- シャドシュタイン（ ドイツ ・ベルリン  (de)
- ヴァルター・シュライバープラッツ （ ドイツ ・ベルリン  (de)
- ヴィクトリア・ルイーゼ・プラッツ （ ドイツ ・ベルリン  (de)
- ヴィッテンベルク・プラッツ （ ドイツ ・ベルリン  (de)
- ヴィルヘルムプラッツ （ ドイツ ・ベルリン  (de)
- ヴァルトブルグプラッツ （ ドイツ ・ベルリン  (de)
- ヴァッセルトルプラッツ （ ドイツ ・ベルリン  (de)
- ヴェイヴェンセイルスピツュエ （ ドイツ ・ベルリン  (de)
- Winterfeldtプラッツ （ ドイツ ・ベルリン  (de)
- Wühlischプラッツ （ ドイツ ・ベルリン  (de)
- ツィーテンプラッツ （ ドイツ ・ベルリン  (de)

## 施設の名として
商業施設、娯楽施設、ホテル、超高層ビル、コミュニティなどの名前によく使われる。
最初期の例として、1907年にニューヨークに建設されたプラザホテルがある。
その後の例として、1922年にアメリカカンザスシティで建設された世界初のショッピングセンター、カントリークラブプラザ (Country Club Plaza) がある。このショッピングセンターは、スペインセビリヤ風の建築デザインを採用していた。

日本にこの言葉を持ち込んだのは、住友銀行頭取や大阪テレビ放送・朝日放送社長を務めた鈴木剛と言われる。鈴木が1966年に朝日放送の本社を大阪市北区大淀南に移転させた際に隣接地が余り、ここへ大阪万博を控えホテルを建設したが、ホテルの名前をどうするか悩み、外国人からのアドバイスで"プラザ"という言葉があることを知り、パリ、ニューヨーク、ロサンゼルスに、"プラザ"の上に別の名称を付けた格調高いホテルがあることを調べて、"広場"という意味も好ましく思い、同ホテルに「ホテルプラザ」と名付けた。これが日本での最初の使用例の一つであるが、それ以前にも1965年に東京急行電鉄社長の五島昇が田園都市線停車駅を「たまプラーザ駅」と命名している例がある。その後、"プラザ"と名の付いたホテルや施設が日本全国いたる所へできた。
日本におけるコミュニティ名称の使用例として、「産業振興プラザ」などがある。

## 東京ディズニーランドのプラザ
東京ディズニーランドの「プラザ」は、シンデレラ城前にある円形の広場である。東京ディズニーランドの中心にあり、ここからほとんどのエリアに行けることから「ハブ」（Hub）とも呼ばれる。
広場は円形となっており、まわりをパレードルートが通っている。そのため、パレード開催時にはプラザは混み合う。
プラザの中心とそのまわりには花壇があり、スペシャルイベント開催中などにはモニュメントなどが飾られデコレーションされる。また、スペシャルイベントによってはその花壇の周りに期間限定のショップが設置されることがある。
プラザに植えてある木には電飾が施されており、夜になると点滅する。
シンデレラ城前のエリアはキャッスルフォアコートと呼ばれ、ディズニー映画『シンデレラ』に登場する馬車などが地面に描かれている。このキャッスルフォアコートにはスペシャルイベントによっては「キャッスルフォアコートステージ」が設置され、ショーが公演される。